# Shelton (Washington)
Shelton é uma cidade localizada no estado norte-americano de Washington, no Condado de Mason.

## Demografia
Segundo o censo norte-americano de 2000, a sua população era de 8442 habitantes.
Em 2006, foi estimada uma população de 9236, um aumento de 794 (9.4%).

## Geografia
De acordo com o United States Census Bureau tem uma área de
15,3 km², dos quais 14,4 km² cobertos por terra e 0,9 km² cobertos por água. Shelton localiza-se a aproximadamente 37 m acima do nível do mar.

## Localidades na vizinhança
O diagrama seguinte representa as localidades num raio de 28 km ao redor de Shelton.